# Luigi Pasetti
Luigi Pasetti (né le 9 septembre 1945 à Francolino (quartier de Ferrare) en Émilie-Romagne) est un joueur et entraîneur de football italien, qui évoluait au poste de défenseur.

## Biographie

### Joueur

#### Club
Formé par le SPAL avec notamment Fabio Capello, Edoardo Reja, Arturo Bertuccioli, Franco Pezzato, Maurizio Moretti, Lauro Pomaro ou encore Gianfranco Bozzao, la colonie de jeunes joueurs entraînés par Paolo Mazza fait son essor en équipe première au même moment, remportant notamment sous les ordres de Giovan Battista Fabbri le Scudetto Primavera de 1965.
Il débute en équipe première lors de la saison de Serie B 1963-1964, lors d'un Bologne-SPAL 2-1, le 14 avril 1964. Il devient titulaire lors de la saison suivante en tant qu'arrière gauche, remportant une promotion en Serie A et disputant trois championnats en première division.
En 1968, après la descente de la SPAL en Serie B, Pasetti a l'occasion de jouer à la Juventus. À Turin (où il dispute son premier match le 15 septembre 1968 lors d'un large succès en coupe 5-0 sur la Sampdoria), il dispute 19 matchs sur 30 en Serie A 1968-1969, alternant avec Gianluigi Roveta dans le rôle d'arrière droit, ainsi que 4 matchs en Coupe des villes de foires et 3 en Coppa Italia.
En 1969, il est vendu à Palerme, à l'arrivée de Giuseppe Furino chez les bianconeri,. En Sicile, il dispute cinq saisons, entre la Serie A et la Serie B, obtenant une promotion en première division lors de la saison de Serie B 1971-1972 (saison où il était titulaire dans la défense ayant encaissée le moins de buts du championnat).
En 1974, il signe chez Plaisance en Serie C, où il retrouve son mentor Giovan Battista Fabbri qui le fait jouer au poste de libero et conclut sa saison avec une promotion en Serie B avec sept points d'avance sur son premier poursuivant. En 1976, Pasetti part pour la Serie D pour jouer à l'Adriese avant de terminer sa carrière en 1979.
Au total, il joue 139 matchs et inscrit un but (lors d'une défaite à l'extérieur de la SPAL contre le Torino lors de la première journée du championnat de Serie A 1966-1967).

#### Sélection
Pasetti compte en tout 5 présences en équipe nationale B (premier match le 22 mars 1967) et 5 présences en équipe espoir (premier match le 20 décembre 1967).

### Après la retraite
Il commence une carrière de directeur sportif avant d'entraîner. Sa première expérience est avec l'Adriese, avant de rejoindre les jeunes du SPAL (avec qui il remporte le scudetto en 1986 des équipes de jeunes) et de l'AC Milan, puis d'entraîner l'équipe première du SPAL, où il arrive en finale du championnat 1991 de Serie C2 avec Giovan Battista Fabbri comme directeur technique.
En 2010-2011, il entraîne à nouveau les jeunes du SPAL.

## Palmarès
| Plaisance - Championnat d'Italie D3 (1) : - Champion : 1974-75. |  | Adriese - Championnat d'Italie D4 (1) : - Champion : 1977-78. |